# Ница
Ница (на френски: Nice, Нис; на окситански Niça или Nissa) е град в Югоизточна Франция, регион Прованс-Алпи-Лазурен бряг. Градът е важен туристически център на Средиземно море. Населението му е 343 895 души (2014), а на градската агломерация – около 1 004 826 души (2013).
Градът е разположен по бреговете на Залива на ангелите, заобиколен от приморските Алпи, защитаващи града от хладни ветрове. Столицата на Лазурния бряг е петият по големина град във Франция (след Париж, Марсилия, Лион и Тулуза) и най-големият на френската Ривиера.

## История
Основан е през V век пр.н.е. от гърците като търговски център под името Никея, а след три столетия е завладян от римляните. И до днес са съхранени римски терми и арени. През XI век Ница се присъединява към княжество Прованс, през XIV век – към Савоя, в началото на XIX век – към Пиемонт и Сардиния, и едва от 1860 г. се води като град във Франция. Оригиналното мото е било „Nicæa civitas fidelissima“, т.е. „Ница – най-преданият град“ (предан на Савойската династия), но девизът е съкратен през 1860 г. на „Nicæa civitas“ („Градът Ница“), когато става френски град.
В центъра е главният площад „Масена“, построен през 1835 г. На изток от него е старият район на града, така наречената Стара Ница, прочута с тесните си извити улички и множество ресторанти, където могат да се опитат специалитетите на местната кухня. От началото на XX век в града започват да идват на почивка англичани, които прекарвали в Стара Ница цялата зима. Те били толкова много, че знаменитата 7-километрова крайбрежна улица получила названието „Английска алея“ (Promenade des Anglais). Тя е построена от англичанина Луис Уей през 1830 г. за следобедни разходки под палмите. Улицата е заобиколена с дворци и вили в стил рококо от периода Бел епок. Там са и най-известните хотели в града.
В града има 18 музея и галерии – музеи на Матис, Марк Шагал, Реноар, Огюст Роден и др. Всяка година от 13 до 25 февруари се провежда знаменитият карнавал в Ница. Всяка зима маскарадните процесии, парадът на цветята, соаретата, концертите и фойерверките събират над 1,2 млн. зрители. Първото сведение за карнавала е от 1294 г., когато конт Шарл д'Анжу прекарал „радостни дни“ в Ница. Съвременното празнуване датира от 23 февруари 1873 г., когато Негово величество крал Карнавал I влязъл в града.
Парадът на цветята се е състоял за първи път през 1876 г. край морското крайбрежие и е преминал по Английската алея. Скоро скромната размяна на букети между красиво украсените карети на посетителите се превърнала в престижно шоу, което днес е част от карнавала. Парадът на цветята включва 20 подвижни платформи, изцяло украсени с 4 – 5 хиляди живи цветя. Най-привилегированото място на Парада на цветята се отрежда на мимозата, която е символ на Ница.
Именно тук през 2016 г. е извършен ужасяващият терористичен акт. По време на Националния празник, 14 юли 2016 г., след празничните фойерверки, товарен камион навлиза по Английската алея и в продължение на около два километра прегазва стотици хора, от които 86 загиват, над 300 са ранени. Шофьорът е застрелян.

## Спорт
Представителният футболен отбор на града е ОЖК „Ница“.

## Известни личности
Родени в Ница
- Жером-Адолф Бланки (1798 – 1854), икономист
- Джузепе Гарибалди (1807 – 1882), италиански революционер
- Милен Дьомонжо (р.1935), киноактриса
- Франсис Ле (р. 1932), композитор
- Жорж Лотнер (1926 – 2013), режисьор
- Жан-Мари Гюстав Льо Клезио (р. 1940), писател
- Морис Роне (1927 – 1983), актьор
- Надин Трентинян (р. 1935), режисьорка

Починали в Ница
- Жулиен Берто (1910 – 1995), актьор
- Гарсиласо де ла Вега (1503 – 1536), испански поет
- Айседора Дънкан (1877 – 1927), американска танцьорка
- Анри Матис (1869 – 1954), художник
- Морис Метерлинк (1862 – 1949), белгийски писател
- Николо Паганини (1782 – 1840), италиански композитор
- Александър Раевски (1795 – 1868), руски офицер
- Шарл Спак (1903 – 1975), белгийски сценарист

## Международни връзки
- Активни побратимявания:
  -  Кунео, Италия
  -  Единбург, Великобритания
  -  Гданск, Полша
  -  Ханчжоу, Китай
  -  Лавал, Канада
  -  Луизиана (щат), САЩ
  -  Маями, САЩ
  -  Нюрнберг, Германия
  -  Санкт Петербург, Русия
  -  Сегед, Унгария
  -  Солун, Гърция
  -  Ялта, Украйна
- Други побратимявания:
  -  Аликанте, Испания
  -  Картахена, Колумбия
  -  Антананариво, Мадагаскар
  -  Кейп Таун, РЮА
  -  Хюстън, САЩ
  -  Камакура, Япония
  -  Либревил, Габон
  -  Манила, Филипини
  -  Нетания, Израел
  -  Нумеа, Франция
  -  Пукет, Тайланд
  -  Рио де Жанейро, Бразилия
  -  Сен Дени, Франция
  -  Санта Крус де Тенерифе, Испания
  -  Соренто, Италия
  -  Ереван, Армения
- Пакт на партньорство:
  -  Сямън, Китай
  -  Кемисет, Мароко от 2003